# Нарбон-Пеле, Франсуа-Раймон де
Франсуа-Раймон-Жозеф-Эрменижильд-Амальрик де Нарбон-Пеле-Алес-Мельгёль-Бермон (фр. François-Raymond-Joseph-Hermenigilde-Amalric de Narbonne-Pelet-Alais-Melguel-Bermond; 21 октября 1713, замок Фонтане (Сомьер) — 1773), называвшийся виконтом де Нарбоном — французский генерал.

## Биография
Сын виконта Клода-Раймона де Нарбон-Пеле (1681—1773), именовавшегося графом де Нарбоном, драгунского капитана, участвовавшего в последних войнах Людовика XIV, и Луизы-Генриетты де Шателлар де Сальер (ум. 1751). Принадлежал к линии Комба и Фонтане дома Нарбон-Пеле, претендовавшего на происхождение от средневековых виконтов Нарбонских и даже от Карла Великого.
По уступке со стороны отца был бароном Фонтане, Комба, Монмира, Канн, Крепьян, Вик, Монлезан, Монтаньяк и Морессарг.
Женитьба на внучатой племяннице кардинала Флёри позволила виконту сделать военную карьеру.
Лейтенант запаса в Орлеанском драгунском полку (18.03.1721), служил в лагере на Соне в 1727 году. 28 декабря 1728 получил роту в том же полку. Командовал ею при осаде Келя (1733), после чего 1 ноября стал кампмейстером Орлеанского полка, затем расформированного.
Третий прапорщик в роте д'Аркура бригады королевской гвардии (1.02.1734), с рангом кампмейстера кавалерии. В кампанию того года служил на Рейне и был при осаде Филиппсбурга. 11 апреля 1736 получил губернаторство в Сомьере, до этого принадлежавшее дяде его жены шевалье де Рокозелю и соседствовавшее с родовыми землями Нарбон-Пеле.
Второй (28.09.1739), затем первый прапорщик гвардейской роты (9.05.1740), третий (12.10.1740), затем второй лейтенант (13.07.1742), в 1742 году служил на Нидерландской границе.
Бригадир (20.02.1743), участвовал в битве при Деттингене. Сопровождал Людовика XV в различных кампаниях в Нидерландах в 1744—1748 годах и участвовал в военных походах. Кампмаршал (1.05.1745), приказ объявлен в ноябре. Первый лейтенант гвардейской роты (16.01.1747).
6 июня 1750 был произведен в генерал-лейтенанты и покинул королевскую гвардию. С 1 мая по 1 ноября 1757 служил в качестве генерал-лейтенанта в Кане, а с 1 мая 1758 по 1 мая 1759 в Бордо.

## Семья

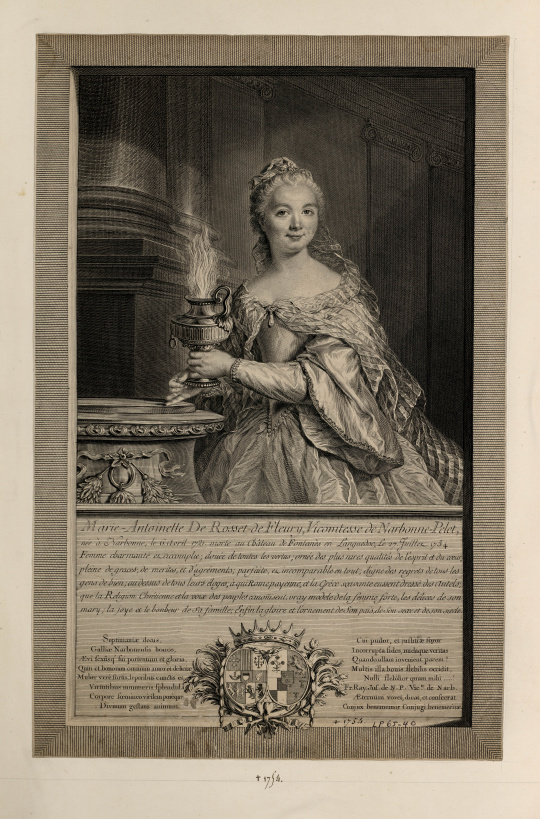
Мари-Диана-Антуанетта де Россе

1-я жена (12.01.1734): Мари-Диана-Антуанетта де Россе (6.04.1721—27.07.1754), дочь Жана-Эркюля де Россе, герцога де Флёри. По брачному контракту кардинал Флёри даровал невесте 50 тысяч ливров, к которым в 1742 году добавил еще 150 тысяч для улаживания вопросов о наследстве с ее родственниками. В браке было несколько детей, но выжили только две дочери:
- Мари-Констанс (ум. 2.01.1766)
- Мари-Элеонора (ум. 1774). Муж (1.04.1766): граф Франсуа-Бернар де Нарбон-Пеле (1717—1776), флотский лейтенант. В этом браке родился герцог Раймон-Жак-Мари де Нарбон-Пеле

2-я жена (1759): Люкрес-Полин-Мари-Анн де Рикар, маркиза де Жуайёз-Гард и де Брегансон в Провансе, дочь Луи-Эркюля де Рикара, маркиза де Жуайёз-Гард и де Брегансон, королевского советника в Прованском парламенте, и Мари де Вервен, баронессы де Бедуэн, приближенная Мадам
Дочь:
- Мари-Бланш-Фелисите (1761—15.01.1840). Муж (6.04.1780): Огюстен-Жозеф де Майи, маркиз д'Аркур (1708—1794), маршал Франции